# Leiopus wrzecionkoi
Leiopus wrzecionkoi is een keversoort uit de familie van de boktorren (Cerambycidae). De wetenschappelijke naam van de soort werd voor het eerst geldig gepubliceerd in 2011 door Sama & Rapuzzi.